# شگفتی یونی
شگفتی یونی (انگلیسی: Yonie Wondernose) یک کتاب تصویری است که در ۱۹۴۴ بوسیلهٔ مارگوریت دی آنجلی، برندهٔ نشان نیوبری برای درب در دیوار نوشته شده است. یونی، پسر بچه‌ای هفت ساله است که با رفتن والدینش، مرد خانه می‌شود.

## موضوع داستان
یونی، پسر بچه کوچکی است که با مادر بزرگش تنها گذاشته می‌شود. پدر یونی، به او مسئولیت مراقبت از حیوانات مزرعه را واگذار می‌کند. کاری دیگری که او باید انجام می‌داد، فراهم کردن آب و غذا برای مادر بزرگش بود. در اواخر داستان، در اثر جرقهٔ فندک، یک آتش‌سوزی ایجاد می‌شود و یونی با نجات دادن حیوانات به پدرش ثابت می‌کند که یک مرد است.